# Zeckern

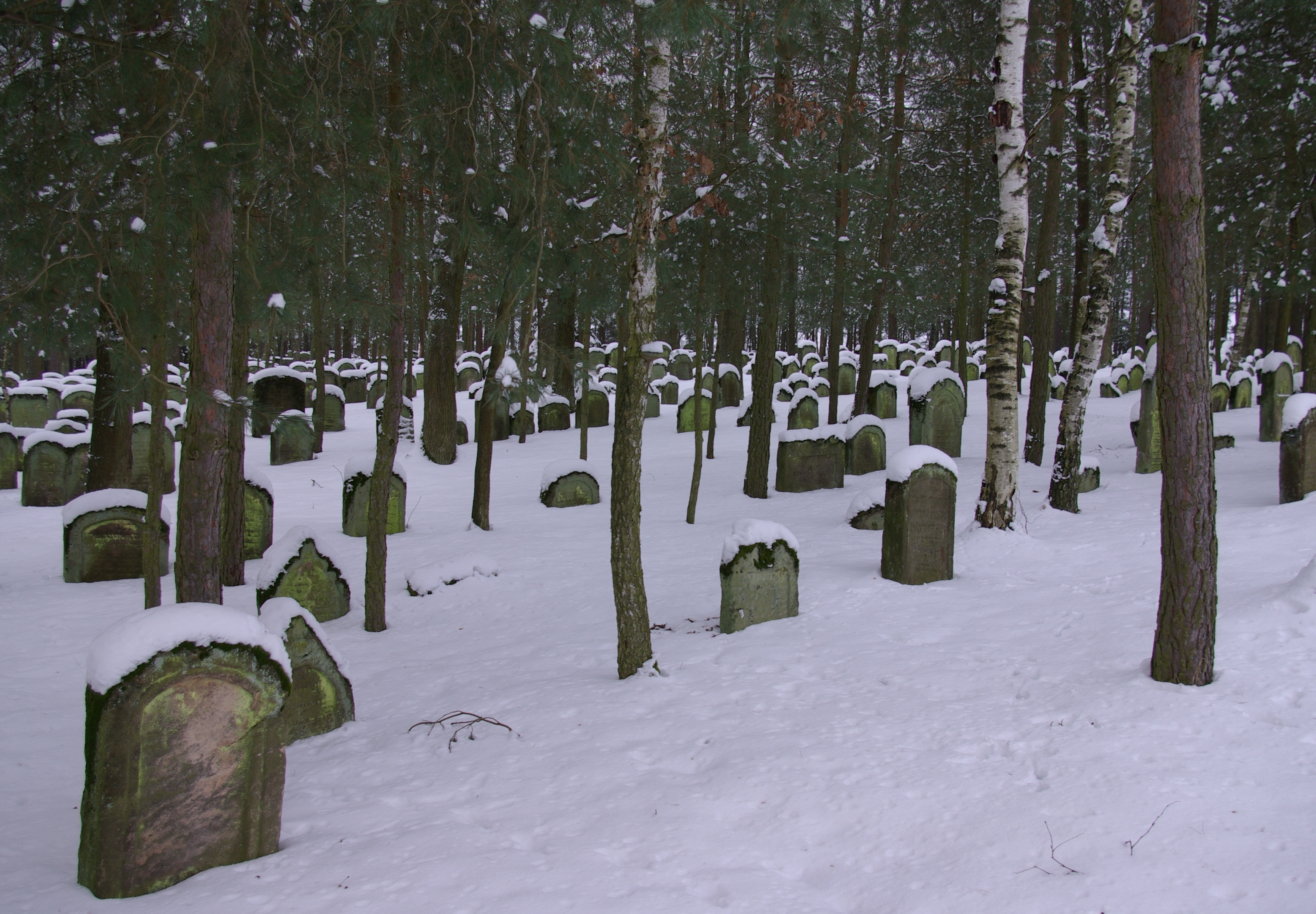
Jüdischer Friedhof in Zeckern

Zeckern ist ein Gemeindeteil von Hemhofen im mittelfränkischen Landkreis Erlangen-Höchstadt in Bayern. Die Gemarkung Zeckern hat eine Fläche von 1,976 km². Sie ist in 1064 Flurstücke aufgeteilt, die eine durchschnittliche Flurstücksfläche von 1857,11 m² haben.

## Geographie
Das Kirchdorf bildet mit dem südlich gelegenen Hemhofen eine geschlossene Siedlung. Im Norden grenzt das Waldgebiet Adelsdorfer Mark an, im Westen das Schultersholz. Nördlich des Ortes fließt der Reutgraben, der eine Kette von Weihern speist (Hausweiher, Judenteiche, Zeckerner Weiher) und bei Adelsdorf als rechter Zufluss in die Aisch mündet. Östlich des Ortes entspringt der Hirtenbach, der die Brunnschlagteiche speist und ein linker Zufluss der Regnitz ist. Im Osten befindet sich auch das Flurgebiet Zobelstein. Die Staatsstraße 2259 verläuft nach Hemhofen (1 km südlich) bzw. zur Bundesstraße 470 (1,3 km nördlich). Eine Gemeindeverbindungsstraße führt zur B 470 (1,2 km nordwestlich), eine weitere führt die B 470 kreuzend nach Adelsdorf (2,5 km nordwestlich).

## Geschichte
Der Ort bestand ursprünglich nur aus einem Hof. Die dort angesiedelten Untertanen waren Juden. Ursprünglich waren die Herren von Stiebar im Ort begütert. Durch Tausch gelangten deren Ansprüche an das Kloster Schlüsselau, wie aus dem Urbar des Klosters von 1362 hervorgeht. 1434 kaufte der Nürnberger Patrizier Hans Rieter das Gehöft. 1509 gelangte es an die Nürnberger Patrizier Tetzel. 1606 bestand der Hof aus zwei Bauernhäusern und fünf weiteren Häusern. Mitte des 17. Jahrhunderts waren wieder die Stiebar die Herren von Zeckern, Anfang des 18. Jahrhunderts gelangte es in Besitz der Winkler von Mohrenfels. Unter der Peuplierungspolitik der Winkler wurden 14 Tropfgüter gebildet.
Gegen Ende des 18. Jahrhunderts gab es in Zeckern 28 Anwesen (1 Halbhof, 3 Güter, 14 Tropfgüter, 9 Tropfhäuser). Außerdem gab es noch ein Tropfhaus, das gemeindlich genutzt wurde. Das Hochgericht übte die Winklerische Herrschaft Hemhofen im begrenzten Umfang aus. Es hatte ggf. an das bambergische Centamt Forchheim auszuliefern. Die Dorf- und Gemeindeherrschaft sowie die Grundherrschaft über alle Anwesen hatte die Herrschaft Hemhofen.
1810 kam Zeckern an das Königreich Bayern. Im Rahmen des Gemeindeedikts wurde der Ort dem 1811 gebildeten Steuerdistrikt Röttenbach zugeordnet. Mit dem Zweiten Gemeindeedikt (1818) wurde der Steuerdistrikt und die Ruralgemeinde Hemhofen gebildet, zu der Zeckern gehörte. Am 16. Januar 1825 entstand die Ruralgemeinde Zeckern. Sie war in Verwaltung und Gerichtsbarkeit dem Landgericht Herzogenaurach zugeordnet und in der Finanzverwaltung dem Rentamt Erlangen (ab 1. Oktober 1847 Rentamt Herzogenaurach). In der freiwilligen Gerichtsbarkeit und Ortspolizei unterstand der Ort dem Patrimonialgericht Hemhofen (bis 1848). Ab 1862 gehörte Zeckern zum Bezirksamt Höchstadt an der Aisch (1939 in Landkreis Höchstadt an der Aisch umbenannt) und weiterhin zum Rentamt Herzogenaurach (1919 in Finanzamt Herzogenaurach umbenannt, seit 1929: Finanzamt Erlangen). Die Gerichtsbarkeit blieb beim Landgericht Herzogenaurach (1879 in das Amtsgericht Herzogenaurach umgewandelt), seit 1959 ist das Amtsgericht Erlangen zuständig. Die Gemeinde hatte eine Gebietsfläche von 2,395 km². 1892 ging mit der Hirtenbachtalbahn der Anschluss an die Eisenbahn nach Forchheim und Höchstadt an der Aisch in Betrieb. 1999 fuhr der letzte Güterzug auf der Strecke, 2008 erfolgte die Entwidmung.
Am 1. Juli 1971 wurde Zeckern im Zuge der Gebietsreform in Bayern nach Hemhofen eingegliedert.

### Baudenkmal
- Jüdischer Friedhof (Zeckern) mit Taharahaus (Zeckern)

### Einwohnerentwicklung
| Jahr      | 1818   | 1840   | 1852   | 1855   | 1861   | 1867   | 1871   | 1875   | 1880   | 1885   | 1890   | 1895   | 1900   | 1905   | 1910   | 1919   | 1925   | 1933   | 1939   | 1946   | 1950   | 1952   | 1961   | 1970   | 1987  |
| Einwohner | 154    | 179    | 217    | 203    | 214    | 173    | 176    | 194    | 198    | 199    | 170    | 183    | 163    | 168    | 180    | 189    | 191    | 190    | 201    | 287    | 279    | 457    | 782    | 913    | 1506  |
| Häuser    | 28     |        |        |        |        |        | 39     |        |        | 38     | 37     |        | 39     |        |        |        | 36     |        |        |        | 48     |        | 124    |        | 377   |
| Quelle    | [ 13 ] | [ 14 ] | [ 14 ] | [ 14 ] | [ 15 ] | [ 16 ] | [ 17 ] | [ 18 ] | [ 19 ] | [ 20 ] | [ 21 ] | [ 14 ] | [ 22 ] | [ 14 ] | [ 23 ] | [ 14 ] | [ 24 ] | [ 14 ] | [ 14 ] | [ 14 ] | [ 25 ] | [ 14 ] | [ 10 ] | [ 26 ] | [ 2 ] |

## Religion
Der Ort ist römisch-katholisch geprägt und nach St. Stephanus (Adelsdorf) gepfarrt. Die Einwohner evangelisch-lutherischer Konfession sind in die Heilandskirche (Hemhofen) gepfarrt.